# Distrito electoral de Simpson
Simpson (en inglés: Simpson Precinct) es un distrito electoral ubicado en el condado de Johnson en el estado estadounidense de Illinois. En el Censo de 2010 tenía una población de 582 habitantes y una densidad poblacional de 6,13 personas por km².

## Geografía
Simpson se encuentra ubicado en las coordenadas 37°28′8″N 88°45′39″O / 37.46889, -88.76083. Según la Oficina del Censo de los Estados Unidos, Simpson tiene una superficie total de 94,91 km², de la cual 94,26 km² corresponden a tierra firme y (0,68%) 0,65 km² es agua.

## Demografía
Según el censo de 2010, había 582 personas residiendo en Simpson. La densidad de población era de 6,13 hab./km². De los 582 habitantes, Simpson estaba compuesto por el 97,25% blancos, el 0,34% eran afroamericanos, el 0% eran amerindios, el 0,86% eran asiáticos, el 0% eran isleños del Pacífico, el 0,34% eran de otras razas y el 1,2% pertenecían a dos o más razas. Del total de la población el 0,17% eran hispanos o latinos de cualquier raza.